# Zeitschrift für Sozialforschung
Zeitschrift für Sozialforschung é uma revista de investigação sociológica, publicada pelo Instituto para Pesquisa Social de Frankfurt entre 1932 e 1938, sob a direcção de Max Horkheimer. Foi o órgão de difusão da Escola de Frankfurt, mas apenas no primeiro ano foi publicada na Alemanha, devido à ascensão dos nazis ao poder e o exílio dos membros do Instituto. 

## História da revista
No seu primeiro ano (1932), a revista Zeitschrift für Sozialforschung foi publicada na Alemanha pela casa editora C. L. Hirschfeld, de Leipzig. No ano seguinte (1933), o Instituto para Pesquisa Social mudou-se para Genebra, razão pela qual os números 2 a 7 da revista (1933-1938) foram publicados pela livraria Felix Alcan de Paris. Com a mudança para Nova Iorque, o Instituto para Pesquisa Social mudou de nome para International Institute of Social Research, ficando ligado à Universidade de Columbia. A revista do Instituto mudou também de nome, passando a se chamar Studies in Philosophy and Social Science (Estudos em Filosofia e Ciência Social).

## Colaboradores
Colaboraram na revista os seguintes autores:
Theodor Adorno, Raymond Aron, Walter Benjamin, Franz Borkenau, Célestin Bouglé, Erich Fromm, Henryk Grossmann, Julian Gumperz, Maurice Halbwachs, Max Horkheimer, Otto Kirchheimer, Alexandre Koyré, Ernst Krenek, Harold Dwight Lasswell, Paul Lazarsfeld, Leo Löwenthal, Richard Löwenthal, Herbert Marcuse, Kurt Mandelbaum, Margaret Mead, Gerhard Meyer, Franz Neumann, Otto Neurath, Friedrich Pollock, Ferdinand Tönnies, Felix Weil, Hilde Weiss, Karl August Wittfogel.